# Могилёвская митрополия
МОГИЛЁВСКАЯ МИТРОПОЛИЯ — в прошлом католическая церковная провинция, существовавшая на территории Российской империи и СССР.

## История
В 1783 году была учреждена католическая Могилевская архиепархия, охватывавшая всю территорию России.
В результате второго (1793 год) и третьего (1795 год) разделов Польши к России отошли земли Речи Посполитой, на которых действовало шесть епархий латинского обряда: Лифляндская, Жемайтийская (Самогитская), Виленская, Луцкая, Киевская и Каменец-Подольская. Екатерина II решила присоединить Виленскую епархию к Лифляндской, упразднить Луцкую, Киевскую и Каменец-Подольскую епархии и учредить две новых  — Пинскую и Летичевскую епархии. Однако эти преобразования не были одобрены Святым Престолом.
В результате дипломатической миссии нунция архиепископа Лоренцо Литты в 1798 году Павел I подписал указ, а Папа Пий VI издал буллу Maximus undique об учреждении в Российской империи Могилевской митрополии, включавшей шесть епархий латинского обряда: Могилёвскую архиепархию,  а также Виленскую, Самогитскую, Луцкую (ранее входили в состав Гнезненской митрополии), Каменецкую (из Львовской митрополии) и Минскую епархии.
Архиепископ Могилёвский получил титул митрополита всех Церквей латинского обряда в Российской империи. Ему дозволялось пребывать как непосредственно в центре своей архиепархии — Могилёве, так и в Санкт-Петербурге (как председателю Римско-католического департамента при Юстиц-коллегии) и Киеве.
В 1847 году была осуществлена новая реорганизация Могилевской митрополии, закрепленная положениями конкордата между российским правительством и Святым Престолом. Митрополия была разделена на 7 епархий, границы которых были приведены в соответствие с внутренними административными границами в империи. Виленская епархия включала в себя территорию Виленской и Гродненской губерний, Самогитская — территорию Ковенской и Курляндской губерний, Минская епархия — Минской губернии, Луцко-Житомирская — Киевской и Волынской губерний, Каменец-Подольская — территорию Подольской губернии, новоучрежденная Херсонская (с 1852 года – Тираспольская) епархия охватывала Грузию, Бессарабию, Херсонскую, Екатеринославскую и Таврическую губернии, Область Войска Донского, Астраханскую, Саратовскую и Самарскую губерний. Могилёвская архиепархия включала в себя все остальные губернии России, в том числе Великое княжество Финляндское и среднеазиатские владения.
В 1849 году резиденция Могилёвского митрополита была окончательно перенесена в Санкт-Петербург.
В 1873 году в Санкт-Петербурге была освящена митрополичья церковь Успения Пресвятой Девы Марии, ставшая прокафедральным собором. Перенос резиденции митрополита в Санкт-Петербург с сохранением за архиепархией и, соответственно, митрополией названия «Могилёвская» был подтвержден Папой Пием IX в бреве Ex parte imperiali от 14.11.1873.
Управление Могилевской митрополией было тесно связано с деятельностью Римско-католического департамента Юстиц-коллегии лифляндских, эстляндских и финляндских дел (1797–1801 годы), консистории и Римско-католической духовной коллегии (1801–1917 годы).
После крушения Российской империи, по инициативе изгнанного из России митрополита Эдуарда фон Роппа, на части территорий Могилевской митрополии были учреждены канонические структуры в прямом подчинении Святому Престолу: апостольский викариат Сибири (1921), Владивостокская епархия (1923) и апостольский викариат Крыма и Кавказа.
К 1925 году в Могилевскую митрополию в границах СССР входили, помимо Могилёвской архиепархии, Житомирская, Каменец-Подольская, Тираспольская и Минская епархии.
В 1926 году епископ Мишель д’Эрбиньи на основании motu proprio Папы Пия XI Plenitudine potestatis и декрета Quo aptius от 10.03.1926 реорганизовал католическую церковную структуру в СССР. На территории Могилевской архиепархии было учреждено 5 апостольских администратур: Могилев, Москва, Ленинград, Харьков, Казань-Самара-Симбирск; на территории Тираспольской епархии – 4: Одесса и южная часть, центральная Россия и Поволжье, Северный Кавказ, Грузия. Также были назначены администраторы для советских территорий Минской, Житомирской и Каменец-Подольской епархий.
Последний Могилевский митрополит - архиепископ Эдуард фон Ропп (в изгнании с 1919 г.) сохранил свой титул до смерти (1939).
В условиях жестоких гонений советской власти и нелегального положения функционирование апостольских администратур в СССР было крайне затруднено, а со временем стало практически невозможным.
После развала Советского Союза на территориях, входивших в состав Могилевской митрополии, с учетом современных государственных границ и административного деления, Апостольским Престолом были вновь учреждены или возрождены канонические структуры Католической Церкви – в том числе, отдельные церковные провинции в Латвии (Рижская митрополия), Литве (Вильнюсская и Каунасская митрополии), Белоруссии (Минско-Могилевская митрополия), Украине (Львовская митрополия) и России (митрополия Матери Божией с центром в Москве).

## Структура
В состав Могилёвской митрополии на протяжении её существования, кроме собственно Могилевской архиепархии, входили следующие римско-католические епархии:
- Виленская (1798—1926): Литва
- Самогитская (1798—1926): Литва
- Луцко-Житомирская (1798—1926): Западная Украина
- Каменецкая (1798—1926, в 1866—1918 присоединена к Луцко-Житомирской епархии)
- Минская (1798—1926, в 1869—1917 присоединена к Могилёвской архиепархии
- Тираспольская (1848—1926): юго-восточная Украина, Поволжье, Кавказ
- Рижская (1918—1923): Латвия.